# 나니와쿄
나니와쿄(難波京)은 역사적인 일본의 수도로 오늘날의 오사카시 중앙에 위치한다.
고대 일본의 주요 교통로였던 세토 내해의 동단에 위치해 있었던 나니와에는 예로부터 야마토 조정의 왕궁이 세워졌고, 고훈 시대에는 닌토쿠 천황이 처음으로 나니와에 궁을 지었다는 전승이 《일본서기》에 있으며, 아스카 시대에는 고토쿠 천황이 나니와노 나가라노 도요사키노 미야(難波長柄豊碕宮)을 지었다.(645년)
나라 시대 전기인 진키 3년(726년), 쇼무 천황은 후지와라노 우마카이(藤原宇合)에게 나니와 궁에 와즙(瓦葺)을 바꿔 지을 것을 명했다. 덴표 16년(744년)에는 구니쿄에서 나니와 궁으로의 천도가 실시되었다. 이 시기에 나니와 궁 주변의 경역(京域) 즉 나니와 궁도 조성된 듯 하다. 나니와의 고대 궁터는 1957년에 발견되었다. 최근의 발굴을 통해 최소한 8세기 후반(나라 시대)의 것으로 보이는 도시의 존재가 확인되었다.. 발굴 조사에서 나라 시대 후기의 나니와 궁 주변에는 동서남북 정방향에서 넓은 해자가 다수 발굴되었고 건물터도 정방향으로 지어진 것이 많았다. 나아가 해자에서는 묵서명이 남아있는 토기를 비롯해 상당량의 토기가 발굴되어, 이곳에서 많은 사람이 거주하고 있었음을 짐작할 수 있다. 또한 관인(官人)에게 택지를 지급했다는 《속일본기》의 기록을 볼 때, 나니와쿄의 존재는 확실시되고 있다.
쇼무 천황은 나니와로 옮긴 이듬해에 다시 헤이조쿄로 옮겨가고 나니와는 부도(副都)로서의 지위를 유지했으며, 또한 견당사의 출발항구로서도 번영을 누렸으나, 나가오카쿄(長岡京) 천도에 이르러서는 부도로서의 나니와쿄가 폐지되고, 셋쓰 고쿠후(摂津国府)로 바뀌어 나니와쿄로서의 역사는 막을 내렸다.

## 참고
1. ↑  피터 G. 스톤; 필립 G. 플라넬 (1999). 《과거의 건설: 실험적인 고고학, 교육과 공공》. Routledge. 68–70쪽. ISBN 0415117682.
2. ↑  “오사카의 최근의 고고학적 발견 2007” (영어). 오사카 역사 발물관. 2007년 11월. 2011년 7월 22일에 원본 문서에서 보존된 문서. 2009년 2월 13일에 확인함.